# Yoshisada Shimizu
Pour les articles homonymes, voir Shimizu.
Yoshisada Shimizu (清水義定, Shimizu Yoshisada), né en 1943, est un astronome amateur japonais.
D'après le Centre des planètes mineures, il a co-découvert 311 astéroïdes, avec Takeshi Urata, entre 1993 et 2000.

## Honneur
- L'astéroïde (7300) Yoshisada (découvert par Takeshi Urata) a été nommé en son honneur.